# Consus (cràter)
Consus és un cràter sobre la superfície del planeta nan Ceres, situat amb el sistema de coordenades planetocèntriques a -16.8 ° de latitud nord i 204.8 ° de longitud est. Fa un diàmetre de 64 km. El nom va ser fet oficial per la UAI el 25 de març del 2016 i fa referència a Consus, divinitat de la mitologia romana que protegia el blat collit i conservat.